# Loi de la brièveté
La loi de concision ou loi de brièveté (également appelée loi d'abréviation de Zipf ; en anglais Brevity law) est une régularité statistique de linguistique qui stipule que plus un mot est utilisé fréquemment, plus il a tendance à être court et inversement.

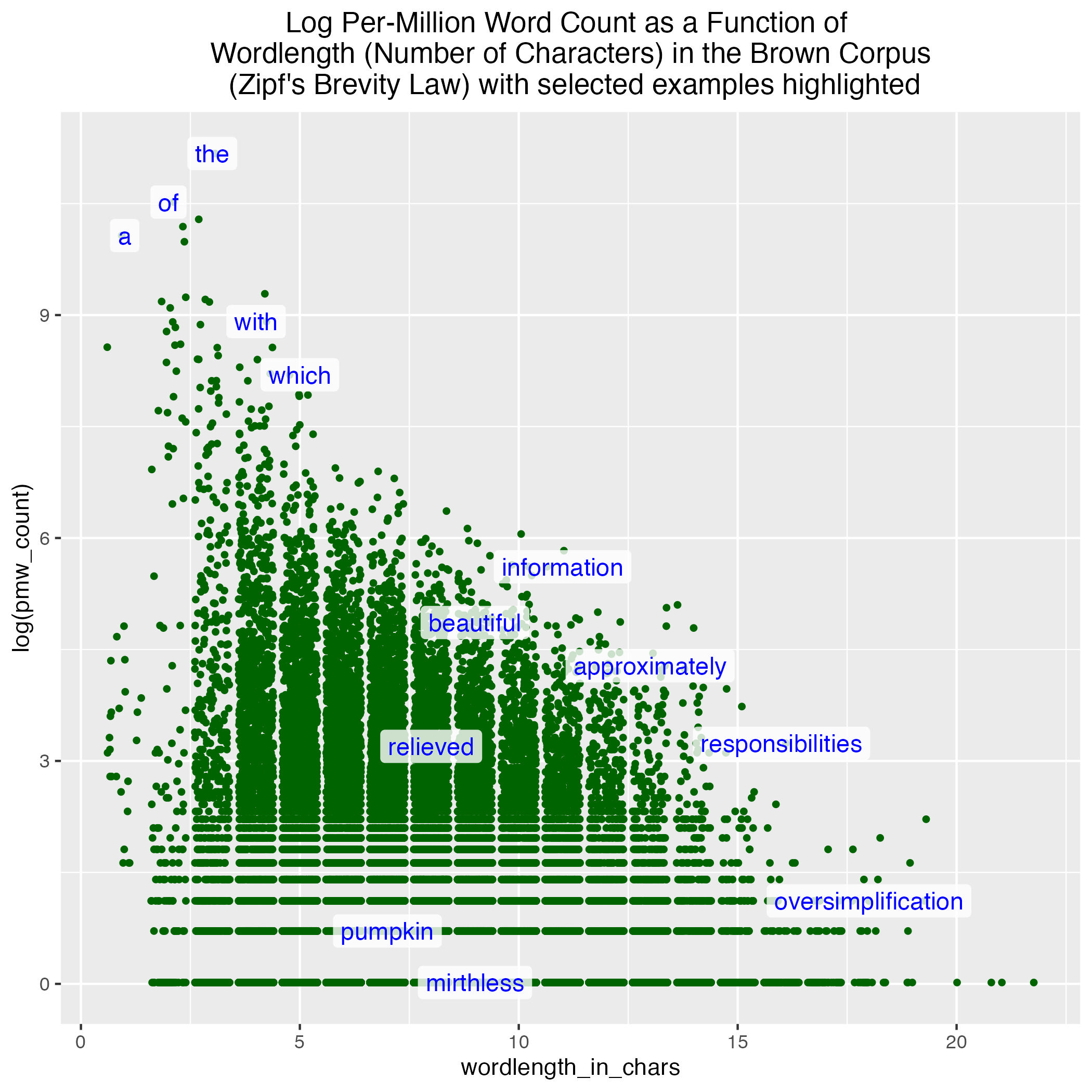
Nombre de mots par million en fonction de la longueur des mots (nombre de caractères) dans le corpus Brown, illustrant la loi de concision de Zipf.

## Historique et description
La loi de brièveté a été formulée à l'origine par le linguiste George Kingsley Zipf en 1945 comme une corrélation négative entre la fréquence d'un mot et sa longueur. Zipf a analysé un corpus écrit en anglais américain et a montré que les longueurs moyennes des mots, mesurée en nombre moyen de phonèmes, diminuaient à mesure que la fréquence d'occurrence desdits mots augmentait. De même, dans un corpus latin, Zipf trouve une corrélation négative entre le nombre de syllabes d’un mot et la fréquence de son apparition. Cette observation dit que les mots les plus fréquents dans une langue sont les plus courts — par exemple, les mots les plus courants en anglais sont : the, be (sous différentes formes), to, of, and, a ; tous contenant 1 à 3 phonèmes. Zipf avance que cette loi d'abréviation est une propriété structurelle universelle du langage, en émettant l'hypothèse qu'elle résulte de l'optimisation par les individus des correspondances forme-signification sous des pressions concurrentes pour communiquer avec précision mais aussi avec efficacité,.
Depuis lors, la loi a été vérifiée pour près d'un millier de langues de 80 familles linguistiques. La loi de concision semble universelle et a également été observée acoustiquement lorsque la taille des mots est mesurée en termes de durée. Des données de 2016 suggèrent que ce phénomène se vérifie également dans la communication acoustique d'autres primates.

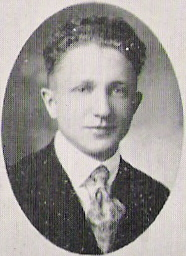
G. K. Zipf en 1917.

L'origine de ce modèle statistique semble être liée aux principes d'optimisation et dérivée d'une médiation entre deux contraintes majeures et opposées : la pression pour réduire le coût de production des mots, et la pression pour maximiser le succès de la transmission des idées. Cette idée est étroitement liée au principe du moindre effort, qui postule que l'efficacité sélectionne un chemin de moindre résistance ou « effort ». Ce principe de réduction du coût de production pourrait également être lié aux principes de compression optimale des données dans la théorie de l'information.